# Abitibi-De Troyes Provincial Park
Abitibi-De Troyes Provincial Park är en park i Kanada.   Den ligger i provinsen Ontario, i den sydöstra delen av landet, 500 km nordväst om huvudstaden Ottawa. Abitibi-De Troyes Provincial Park ligger 263 meter över havet.
Terrängen runt Abitibi-De Troyes Provincial Park är mycket platt. Runt Abitibi-De Troyes Provincial Park är det mycket glesbefolkat, med 7 invånare per kvadratkilometer.. Närmaste större samhälle är Iroquois Falls, 13,5 km väster om Abitibi-De Troyes Provincial Park. 
I omgivningarna runt Abitibi-De Troyes Provincial Park växer i huvudsak blandskog.